# Želva pentličková
Želva pentličková (Cyclemys pulchristriata) je druh želvy z čeledi batagurovitých. 

## Popis
Dorůstá délky až 20 cm a váhy 1 kg. Má plochý, oválný krunýř. Na krku lze spatřit podélné pruhy. 

## Areál rozšíření
Žije v sladkých vodách středního Vietnamu.

## Potrava
Živí se vodními rostlinami a bezobratlými. 

## Rozmnožování
Klade obvykle 5 vajec, jež se vylíhnou do 2 měsíců. Po narození mají mláďata okrouhlý krunýř se zubatým okrajem.